# Jan van Amstel
Jan van Amstel sau Jan de Hollander (n. 1500, Amsterdam, Țările de Jos Habsburgice⁠(d) – d. 1542, Antwerpen, Țările de Jos Habsburgice⁠(d)) a fost un pictor neerlandez.

## Biografie
Jan van Amstel s-a născut la Amsterdam. În sau înainte de 1528, van Amstel s-a mutat la Anvers; în acel an a intrat în Breasla Sfântului Luca al orașului. S-a căsătorit cu Adriane van Doornicke, care, după moartea sa, s-a recăsătorit și a dat naștere în 1544 viitorului pictor Gillis van Coninxloo. Este, de asemenea, probabil fratele mai mare al lui Pieter Aertsen și cumnatul lui Pieter Coecke van Aelst. A murit în Anvers.
Van Amstel este, posibil, același cu Monogrammistul Brunswick, pentru semnătura lui J. V. AMSL care apare pe Hrănirea săracilor sau Hrănirea celor 5.000.